# Habitabilidad (arquitectura)
La Habitabilidad, referida al ámbito de la arquitectura, es la parte de esta disciplina dedicada a asegurar unas condiciones mínimas de salud y confort en los edificios. En especial, la habitabilidad se ocupa del aislamiento térmico y acústico, y de la salubridad.

## Normativas
Con el fin de regular las condiciones mínimas que debe reunir una vivienda o un recinto habitable (esto es, el destinado a la permanencia de personas), existen un gran número de normativas y reglamentos tanto a nivel nacional como regional. En España, la normativa nacional de habitabilidad se recoge actualmente en la Orden de 29 de febrero de 1944, por la que se determinan las condiciones higiénicas mínimas que han de reunir las viviendas y en el Código Técnico de la Edificación (CTE), subdividido en tres apartados:
- HS: Salubridad e higiene
- HR: Protección contra el ruido
- HE: Ahorro de energía y aislamiento térmico

Por otra parte, varias comunidades autónomas han desarrollado normativas de habitabilidad independientes, que se solapan incluso con normativas de ámbito municipal.
Por último, la normativa también puede estar modificada a su vez por normas específicas para tipos concretos de edificios (como por ejemplo, para colegios o escuelas infantiles), lo que origina que en no pocas ocasiones coexistan varios reglamentos a la vez. En estos casos, los reglamentos locales no anulan a los generales, sino que deben cumplirse los requisitos más exigentes de cada normativa.

### Certificados
Cuando se termina un edificio, éste debe ser revisado por un técnico competente para comprobar que cumple con la normativa vigente. Tras esta inspección, se le otorga la licencia de primera ocupación, documento que tiene su equivalente en la Cédula de Habitabilidad. En algunas regiones es necesario presentar este documento para realizar múltiples gestiones, incluyendo la compraventa de un inmueble

## Aspectos de la habitabilidad

### Acústica
Con el objetivo de proteger del ruido a las personas, los edificios deben garantizar un aislamiento acústico adecuado tanto entre distintas estancias como con otros inmuebles o con el exterior. El aislamiento acústico se mide en decibelios (dB) o en decibelios A (dBA). La exigencia de aislamiento varía según el uso del edificio, siendo mayor en viviendas y centros hospitalarios, y menor en oficinas y centros comerciales. También es frecuente que se exija más aislamiento en zonas particularmente ruidosas: un caso típico son las normativas acústicas específicas en municipios cercanos a un aeropuerto.

### Aislamiento térmico
Este apartado se ocupa de asegurar que el edificio sea capaz de mantener una temperatura confortable. Sin embargo, con el auge de la crisis energética y del calentamiento global, la prioridad se ha desviado hacia el ahorro energético, de tal manera que los edificios puedan mantener esta temperatura con el mínimo gasto energético.

### Salubridad
Dentro de la salubridad se engloban la iluminación y ventilación de los locales. Dependiendo del uso y dimensiones de cada estancia, se exigen distintos niveles de soleamiento o de iluminación natural, siempre superando el mínimo de 10% de superficie mínima de iluminación, así como una capacidad mínima de ventilación. Como norma general, en estancias destinadas a la permanencia de personas se exige iluminación y ventilación natural, y sólo en lugares como aseos, garajes o trasteros se permite el uso exclusivo de iluminación artificial y ventilación mediante shunts o métodos mecánicos.
La ventilación está también relacionada con la protección frente a la humedad, tanto para dificultar la aparición de enfermedades, como para proteger al propio edificio del deterioro. Por este motivo, la normativa exige una estanqueidad adecuada en ventanas y paramentos.
Dentro de la salubridad se incluye también el adecuado abastecimiento de agua potable y agua caliente sanitaria, así como la correcta canalización y evacuación de aguas residuales.
Habitualmente, se exigen también alturas mínimas en todas las estancias habitables del inmueble. De esta forma, en estancias vivideras la altura mínima es 2´20 m, para convertirla en una estancia habitable.

### Dimensiones mínimas
Otro apartado que se engloba dentro de las condiciones de habitabilidad es el de las dimensiones mínimas de las estancias. La normativa exige un tamaño mínimo tanto para las viviendas como para sus distintas piezas (dormitorios, aseos, salón, etc.). En ocasiones se exige que las dimensiones de las circulaciones comunes sean compatibles con las normativas de accesibilidad para minusválidos, aunque estrictamente hablando se trate de normativas independientes.
Las dimensiones mínimas van desde el tamaño del inmueble en general hasta las distintas estancias. Como carácter general, la vivienda debe tener un mínimo de 36 metros cuadrados de superficie. El tamaño mínimo de una habitación individual es 6 metros cuadrados, una habitación doble 8 metros cuadrados o una habitación de matrimonio 10 m². 
También se suele exigir una cantidad mínima de estancias, como son un sala de estar-comedor, un dormitorio y un cuarto de baño completo. La cocina no debe ser independiente para que la vivienda sea considerada habitable, pero sí debe estar la instalación completa.

### Seguridad
Por último, se tratan temas relativos a la seguridad de uso, como la existencia de petos y barandillas para evitar caídas, interruptores de corriente eléctrica, o sistemas antiincendios.
No se puede obviar, por supuesto, lo relativo a la estabilidad general de la construcción, el estado general de sus componentes como son el sistema estructural general, las paredes, la cubierta, ventanas, instalaciones eléctricas, de gas, etc.  y en general todas las partes de la obra que aseguren su uso sin riesgo para sus usuarios.

### Otros
Es frecuente que dentro de las condiciones mínimas de habitabilidad se exijan también determinados servicios de telecomunicaciones, como antena de televisión o preinstalación de telefonía.
El buen estado de mantenimiento de la instalación eléctrica y su actualización a los estándares normativos actuales también resulta exigible para asegurar la habitabilidad de una vivienda.

## Habitabilidad según Heidegger
"La Habitabilidad" o “Lo habitable” debe proporcionar abrigo y cuidado al ser humano, ya que el habitar, según M. Heidegger (1889 – 1976), es el rasgo fundamental del ser del hombre.
En la conferencia “Construir, habitar, pensar” (1951), Heidegger nos sitúa en una verdad que parecería incuestionable: “Al habitar llegamos, así parece, solamente por medio del construir” (Heidegger, 1951), el construir tiene como meta el habitar. Sin embargo, Heidegger nos advierte que no todas las construcciones cumplen con la función de ser “moradas”. Tenemos el caso de construcciones que no son vivienda, como la autopista para el camionero, la fábrica de hilados para una obrera o la central eléctrica que dirige un ingeniero,  en las que ellos están “en casa”, pero no la habitan. El habitar va más allá de las construcciones. Una construcción puede albergar al hombre. El hombre mora en una construcción, pero morar no es habitar en un lugar, entendiendo habitar como tener alojamiento.
Por otro lado, las construcciones de las que se habla que no son viviendas, están de alguna manera hechas a partir del habitar, pues sirven para el habitar del hombre, con lo cual no podemos afirmar que el construir es el que genera el habitar, sino a la inversa: “El habitar sería en cada caso el fin que persigue todo construir” (Heidegger, 1951).
El significado de “construir”, que en alto alemán antiguo es buan, significa habitar, que a su vez quiere decir: permanecer, residir. Ahora bien, la palabra buan no dice que construir sea únicamente habitar, sino que se refiere a cómo debemos pensar el habitar que ella menciona. Si hablamos de morar hablamos de una forma de conducta que el hombre lleva a cabo. Así, Heidegger afirma que el trabajar mismo es ya una forma de habitar, pues habitar no es una inactividad, habitamos desde nuestra profesión, habitamos cuando hacemos negocios o viajamos, incluso al caminar habitamos, así construir o bauen es originariamente habitar.
La implicación existencial que tiene esta afirmación se refleja al afirmar que originalmente construir y habitar eran entendidos de la misma manera: Bauen, buan, bhu, beo provienen de la palabra bin (soy), ich bin, du bist (yo soy, tú eres) bis sei (sé). Entonces ich bin o du bist es: yo habitó, tu habitas. Esto es, la forma en la que los hombres somos en la tierra.
De aquí que Heidegger afirma la identidad indisoluble entre el ser hombre y el habitar: “Ser hombre significa: estar en la tierra como mortal, significa: habitar” (Heidegger, 1951). La antigua palabra “bauen” significa que el hombre es en la medida en que habita, bauen significa al mismo tiempo abrigar y cuidar. 
Construir como abrigar y cuidar no es solo producir. En el caso de los buques y templos que son producto de la construcción, entonces no estaríamos hablando de cuidar, sino de erigir. Construir como cuidar en latín es collere, cultura y construir, en el sentido de levantar edificios es aedificare en latín, para Heidegger están incluidos en el propio construir, habitar. Así, el construir como el habitar, es un estar en la tierra, es vivir lo “habitual”. El habitar así, está detrás de las actividades del cuidar y edificar, son actividades que reivindican el nombre de construir.
Heidegger dice que, en cuanto a construir, aunque el significado esencial del lenguaje se haya olvidado “el habitar testifica lo originario de estos significados” (Heidegger, 1951).
Pero al entender lo que el lenguaje dice del construir tenemos que:
1.	Construir es propiamente habitar.
2.	El habitar es la manera como los mortales son en la tierra.
3.	El construir como habitar se despliega en el construir que cuida – es decir, que cuida el crecimiento – y en el construir que levanta edificios.
Indagando nuevamente sobre la esencia del Habitar, el antiguo sajón wuon, y el gótico wunian, significan igual que el bauen, permanecer y residir. Pero el gótico wunian dice de modo más claro la experiencia de este permanecer. Wunian significa estar en paz o satisfecho, llevado a la paz y permanecer en ella. Friede que significa paz es lo libre, das Frye, fry significa: “preservado de daño”. Freien (liberar) es propiamente cuidar.
El cuidar es algo positivo es dejar algo en su esencia. De aquí que: “El rasgo fundamental del habitar es este cuidar (custodiar, velar por), (Heidegger, 1951).